# Phyllis Logan
Phyllis Margaret Logan, född 11 januari 1956 i Paisley i Skottland, är en brittisk skådespelare.
Logan är mest känd för sina roller i TV som Lady Jane Felsham i Lovejoy och som Mrs Hughes i Downton Abbey. Hennes mest kända roller i film är bland andra Monica Purley i Mike Leighs film Hemligheter och lögner från 1996 och Janie i Michael Radfords film Another Time, Another Place. För den senare nominerades Logan för en BAFTA för bästa kvinnliga huvudroll och vann BAFTA Film Award for Most Outstanding Newcomer to Film.

## Biografi
Logan utbildades vid Royal Scottish Academy of Music and Drama.

## Privatliv
Logan är gift med skådespelaren Kevin McNally, mest känd för sin roll som Mr Gibbs i filmerna Pirates of the Caribbean, och de har en son, född 1996. 

## Filmografi
| År        | Film                                   | Roll                       | Annan info |
| --------- | -------------------------------------- | -------------------------- | --- |
| 1977      | Red Dress                              |                            | TV-film |
| 1980      | The White Bird Passes                  | Janie                      | TV-film |
| 1980      | Ring så spanar vi                      | Linda                      | TV-serie (1 avsnitt: "Mocking Bird") |
| 1981      | Play for Today                         | Nancy Parks                | TV-serie (1 avsnitt: "The Good Time Girls")                                                                                                   |
| 1983      | Every Picture Tells a Story            | Agnes Scott                | |
| 1983      | Another Time, Another Place            | Janie                      | BAFTA Film Award for Most Outstanding Newcomer to Film BAFTA Film Award for Best Actress Evening Standard British Film Award for Best Actress |
| 1984      | The Dress                              | Julia                      | kortfilm |
| 1984      | 1984                                   | Nyhetsuppläsare            | |
| 1984      | The Chain                              | Alison                     | |
| 1985      | Time and the Conways                   | Kay                        | TV-film |
| 1985      | The Doctor and the Devils              | Elizabeth Rock             | |
| 1986      | Scotch and Wry                         | Flera                      | video |
| 1986      | Screen Two                             | Anne                       | TV-serie (1 avsnitt: "The McGuffin") |
| 1986      | L'inchiesta                            | Claudia Procula            | |
| 1986      | Lovejoy                                | Lady Jane Felsham          | TV-serie (47 avsnitt: 1986-1994) |
| 1987      | First Sight                            | Kathy                      | TV-serie (1 avsnitt: "Extras") |
| 1987      | The Kitchen Toto                       | Janet Graham               | |
| 1987      | Bust                                   | Sheila Walsh               | TV-serie (6 avsnitt) |
| 1988      | The Legendary Life of Ernest Hemingway |                            | |
| 1988      | Hannay                                 | Alison Ross                | TV-serie (1 avsnitt: "Act of Riot") |
| 1989      | The Angry Earth                        | Mary Penrys Jones          | |
| 1989      | Screen Two                             | Alison                     | TV-serie (2 avsnitt) |
| 1989      | And a Nightingale Sang                 | Helen                      | TV-film |
| 1989      | Golden Eye                             | Ann Fleming                | TV-film |
| 1990      | Il Sole Buio                           | Advokat Camilla Staffa     | |
| 1991      | Screen One                             | Dora                       | TV-serie (1 avsnitt: "Happy Feet") |
| 1991      | The Play on One                        | Dr. Ruth Kovacs            | TV-serie (2 avsnitt) |
| 1992      | Freddie as F.R.O.7.                    | Nessie                     | röst |
| 1993      | Franz Kafka's It's a Wonderful Life    | Frau Bunofsky              | Kortfilm |
| 1993      | Soft Top Hard Shoulder                 | Karla                      | |
| 1993      | Silent Cries                           | Nancy Muir                 | |
| 1993      | Love and Reason                        | Lou Larson                 | TV-serie (3 avsnitt) |
| 1995      | Kavanagh QC                            | Samantha Fisher            | TV-serie (1 avsnitt: "A Family Affair") |
| 1995      | The Big One                            | Mrs Wilde                  | TV-film |
| 1995      | Chiller                                | Anna Spalinsky             | TV-serie (1 avsnitt: "Here Comes The Mirror Man")                                                                                             |
| 1996      | Pie in the Sky                         | Det. Supt. Chalmers        | TV-serie (1 avsnitt: "Coddled Eggs") |
| 1996      | Hemligheter och lögner                 | Monica Purley              | |
| 1996      | Kommissarie Morse                      | Julia Stevens              | TV-serie (1 avsnitt: "The Daughters of Cain")                                                                                                 |
| 1997      | Shooting Fish                          | Mrs Ross                   | |
| 1997      | An Unsuitable Job for a Woman          | Elizabeth Leaming          | TV-serie (1 avsnitt: "Sacrifice") |
| 1998      | Invasion: Earth                        | Squadron Leader Helen Knox | TV-serie (1 avsnitt: "The Last War") |
| 1999      | Morden i Midsomer                      | Kate Merrill               | TV-serie (1 avsnitt: "Strangler's Wood") |
| 1999      | Holby City                             | Muriel McKendrick          | TV-serie (8 avsnitt) |
| 1999      | Rab C. Nesbitt                         | Jenny Welthorpe            | TV-serie (1 avsnitt: "Commons") |
| 1999      | Alla kungens män                       | Mary Beck                  | TV-film |
| 1999      | Tillbaka till Aidensfield              | Julia Kendall              | TV-serie (1 avsnitt: "Stag at Bay") |
| 2000      | Randall and Hopkirk (Deceased)         | Harriet Banks-Smith        | TV-serie (1 avsnitt: "The Best Years of Your Death                                                                                            |
| 2000      | Hope and Glory                         | Annie Gilbert              | TV-serie (6 avsnitt) |
| 2001      | Crust                                  | Bills flickvän             | |
| 2001      | NCS: Manhunt                           | Inspector Anne Warwick     | TV-film |
| 2002      | Cheap Rate Gravity                     | Elsie                      | kortfilm |
| 2002      | Dickens                                | Georgina Hogarth           | TV-serie (1 avsnitt: "Terror to the End") |
| 2002      | Fields of Gold                         | Rachel Greenlaw            | TV-film |
| 2002      | The Real Jane Austen                   | Mrs Austen                 | TV-dokumentär |
| 2003      | Kommissarie Lynley                     | Miriam Whitelaw            | TV-serie (1 avsnitt: "Playing for the Ashes")                                                                                                 |
| 2003      | Alibi                                  | Linda Brentwood            | TV-film |
| 2003      | Agatha Christie's Poirot               | Nurse Hopkins              | TV-serie (1 avsnitt: "Sad Cypress") |
| 2004      | Out of the Shadows                     | Liz                        | kortfilm |
| 2004      | Ett fall för Dalziel & Pascoe          | Det. Sgt. Jenny Ettrick    | TV-serie (1 avsnitt: "A Game of Soldiers) |
| 2004      | Murder in Suburbia                     | Wendy Lloyd                | TV-serie (1 avsnitt: "Avsnitt #1.6") |
| 2004      | Tyst vittne                            | Helen Wharton              | TV-serie (2 avsnitt) |
| 2005      | Beneath the Skin                       | DCI Grace Shilling         | TV-film |
| 2005      | Spooks                                 | Diana Jewell               | TV-serie (1 avsnitt: "Avsnitt #4.8") |
| 2006      | Missing                                | Karen Foster               | TV-film |
| 2006      | Sea of Souls                           | Elaine                     | TV-serie (1 avsnitt: "Sleeper") |
| 2006      | Spooks                                 | Diana Jewell               | TV-serie (1 avsnitt: "Avsnitt #5.10") |
| 2006      | Tillbaka till Aidensfield              | Diane Bell                 | TV-serie (1 avsnitt: "Get Back") |
| 2007      | Brottet och straffet                   | Anna Wildsmith             | TV-serie (1 avsnitt: "Curriculum Vitae: Part 1")                                                                                              |
| 2008      | Honest                                 | Jenny                      | TV-serie (1 avsnitt: "Avsnitt #1.4") |
| 2008      | Taggart                                | Kathy                      | TV-serie (1 avsnitt: "Trust") |
| 2008      | The Hero's Journey                     |                            | kortfilm |
| 2008      | New Tricks                             | Dr. Mathieson              | TV-serie (1 avsnitt: "Mad Dogs") |
| 2008      | The Royal                              | Lady George Fawcett        | TV-serie (1 avsnitt: "Pastures New") |
| 2009      | Heartbeat                              | Rose Brown                 | TV-serie (1 avsnitt: "The War of the Roses")                                                                                                  |
| 2010      | Wallander                              | Inga Wallander             | TV-serie (1 avsnitt: "The Fifth Woman") |
| 2010      | Tyst vittne                            | Jennifer Mears             | TV-serie (2 avsnitt) |
| 2010      | Ett fall för Frost                     | Christine Moorhead         | TV-serie (2 avsnitt) |
| 2010–2015 | Downton Abbey                          | Mrs Hughes                 | TV-serie (52 avsnitt) |
| 2010      | Day of the Flowers                     | Brenda                     | |
| 2014      | Bones                                  | Sandra Zins                | TV-serie (1 avsnitt) |
| 2017      | The Good Karma Hospital                | Maggie Smart               | TV-serie |
| 2019      | Downton Abbey                          | Mrs Hughes                 | |
| 2022      | Downton Abbey: En ny era               | Mrs Hughes                 | |
| 2025      | Downton Abbey: The Grand Finale        | Mrs Hughes                 | |